# Suavitzador

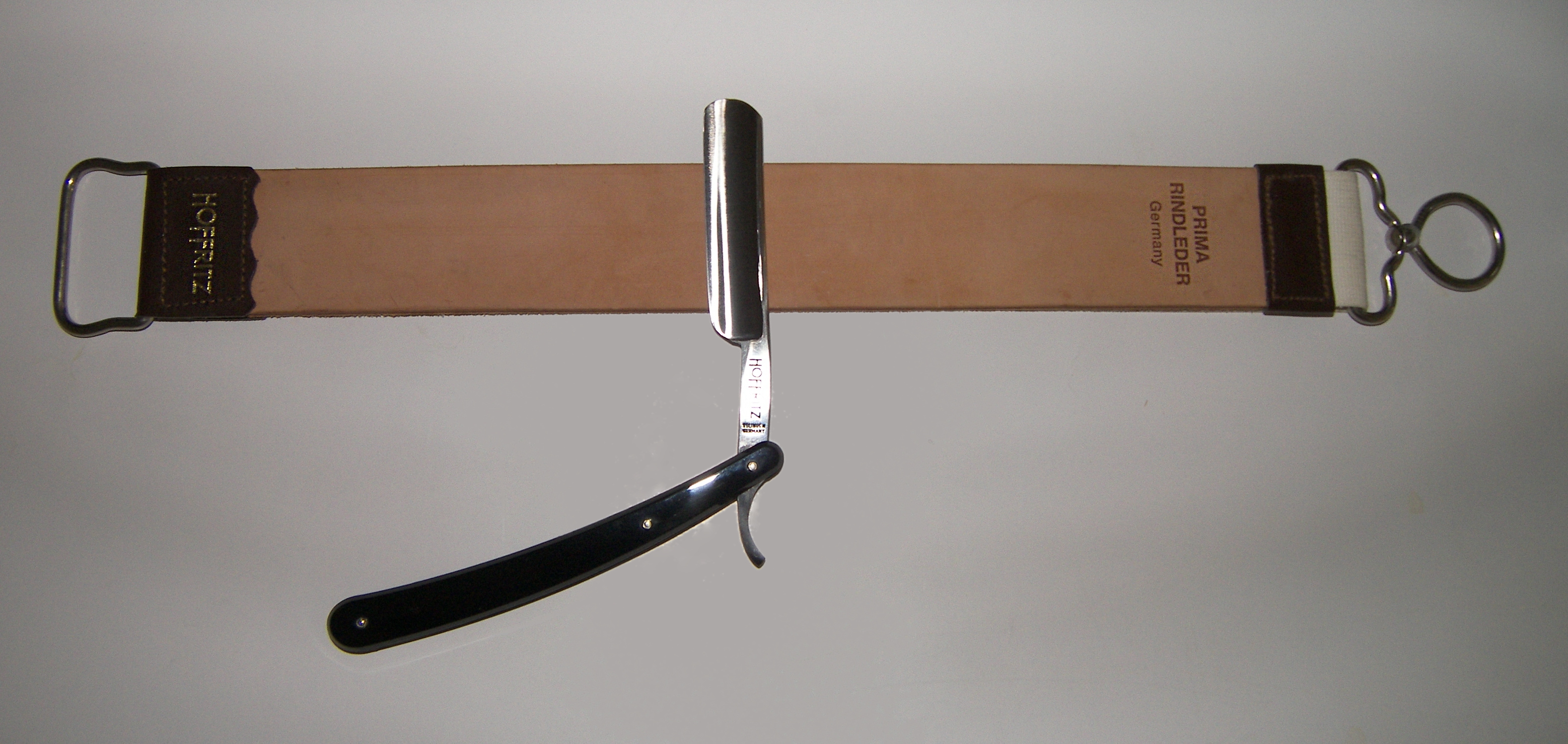
Navalla d'afaitar al costat d'un suavitzador penjant.

Un  suavitzador, estrep o corretja a les Illes Balears i el País Valencià és una llenca de cuir, o estri d'una altra classe, per a suavitzar el tall de les navalles d'afaitar. També s'utilitzen per a suavitzar el tall de ganivets i algunes eines de fusteria com cisells. Al contrari que el tall esmolat, en què una pedra d'esmolar elimina metall doblat per recuperar el tall, el suavitzament simplement realinea les osques del tall sense retirar metall.

## Tipus de suavitzadors

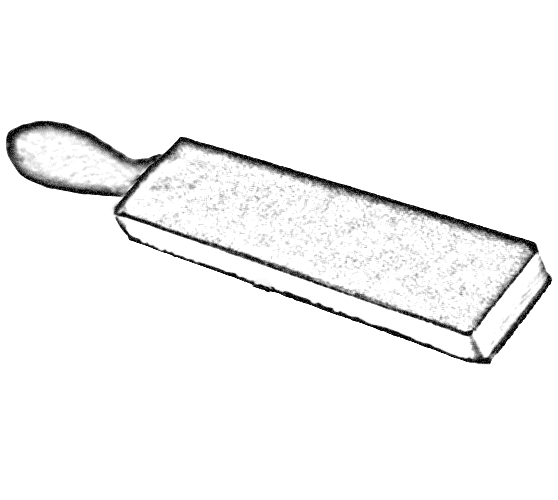
Dibuix d'un suavitzador del tipus de paleta.

Hi ha dos tipus de suavitzadors: penjants i de paleta. Els suavitzadors de paleta tradicionals consisteixen en una taula de fusta (de forma rectangular) a la qual se li enganxa permanentment el cuir i es mantenen a un mànec en un dels extrems. Aquesta mena de suavitzadors s'anomena també de tipus "francès" o "alemany". Els suavitzadors penjants consisteixen en un tros de cuir solt en què, almenys en un extrem, hi ha una petita anella per subjectar-lo a un clau de la paret. Per a retenir-lo fermament i aconseguir la tensió desitjada, cal sostenir l'altre cap amb el qual pot ser una nansa (en general de cuir també) o una anella metàl·lica; alguns suavitzadors poden no portar res i se sostenen simplement amb els dits.

## Abrasius
Hom pot afegir als suavitzadors algun abrasiu que pot ser òxid de crom o esprai amb partícules de diamant. El que fa això és retirar metall molt lentament, el que equival a un afilament amb pedra molt lleuger. Encara que l'ús d'abrasius amb el suavitzador és opcional, és altament recomanat si el raor s'ha de fer servir per a l'afaitat, puix que s'aconsegueix un tall finíssim difícil d'obtenir tan sols amb pedres i cuir. Quan es passa el ganivet sobre un suavitzador al qual s'ha agregat un abrasiu, s'ha de suavitzar un altre cop sobre un suavitzador net, després de netejar-lo per a llevar-ne les partícules que hagin romàs sobre el tall.
Un cop s'ha aplicat abrasiu a un suavitzador, no és recomanable de netejar aquest compost per a tornar-lo a usar com un suavitzador de cuir net. Així com tampoc és recomanable de suavitzar un raor barber gaire sovint en un suavitzador amb abrasiu perquè farà malbé la finesa del tall.

## Mètode
Per a assentar correctament una navalla o ganivet, hi ha diversos punts clau:
- Si el suavitzador és de tipus penjant, en cal mantenir fermament l'extrem corresponent per a aconseguir una tensió ferma.
- Fer lliscar el raor amb el llom cap endavant deixant enrere el tall. Això és just el contrari que el tall esmolat amb pedra, el qual requereix de fer lliscar el ganivet amb el tall per davant.
- Mantenir el raor ajagut i amb una pressió ferma, però no gaire fort.